# Sellimonas monacensis
Sellimonas monacensis es una especie de bacteria del género Sellimonas. Fue descrita en el año 2021. Su etimología hace referencia a Monacum, Múnich. Es anaerobia estricta. Tiene un tamaño de 0,5 μm de ancho por 1-2 μm de largo. Tiene un contenido de G+C de 50,3%. Se ha aislado del intestino de un pollo. 